# چک غاری آنگولایی

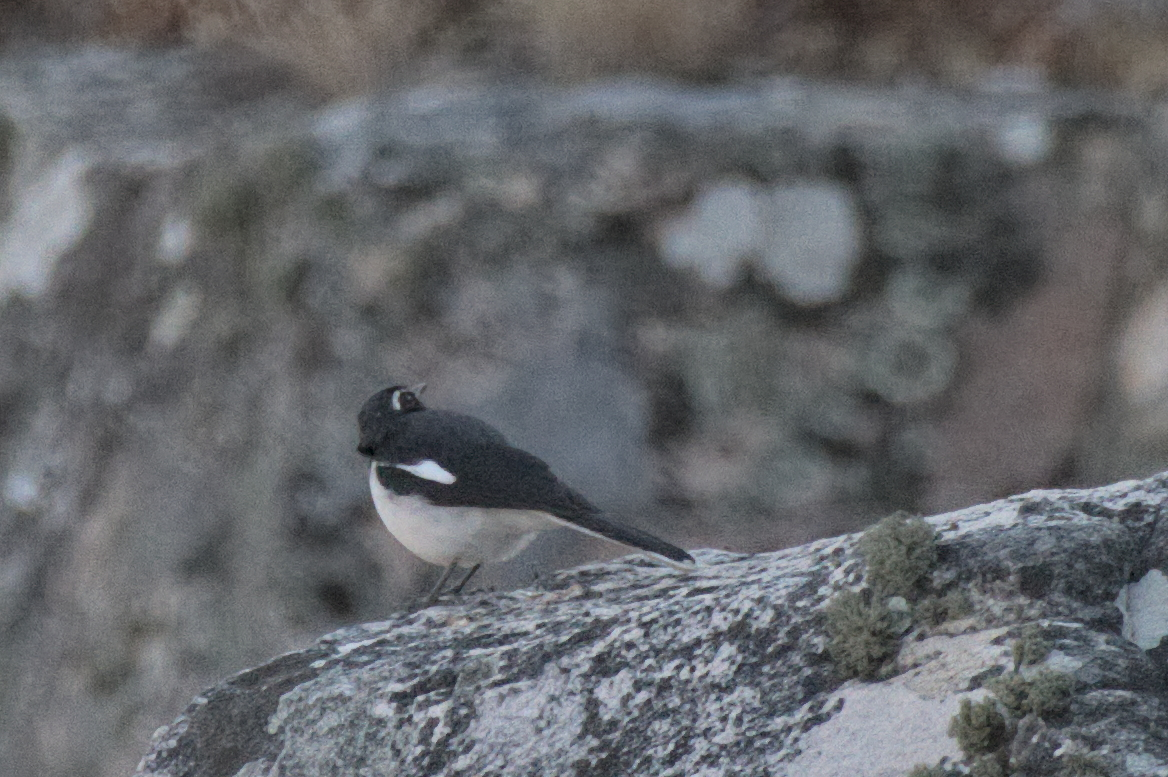
چک غاری آنگولایی

چک غاری آنگولایی (نام علمی: Xenocopsychus ansorgei) یک پرنده گنجشک‌سان کوچک از خانواده مگس‌گیران جهان قدیم Muscicapidae است. این تنها عضو از سردهٔ تک‌نماد Xenocopsychus است. اگرچه بر اساس نتایج یک مطالعه تبارزایی مولکولی در سال ۲۰۱۰ بین سال‌های ۲۰۱۰ و ۲۰۲۲ در Cossypha قرار گرفت، اما مشخص شد که این قرارگیری یک اشتباه است. این به صورت محلی از غرب آنگولا تا حاشیه جنوب رودخانه کونن در شمال نامیبیا یافت می‌شود. زیستگاه طبیعی آن مکان‌های صخره‌ای در ساوانای نمناک تا خشک است. در گذشته به عنوان نزدیک به تهدید توصیف شده بود، اما پس از آن به عنوان کمترین نگرانی تنزل داده شده‌است.